# Macrosiphoniella formosartemisiae
Macrosiphoniella formosartemisiae är en insektsart som beskrevs av Takahashi, R. 1921. Macrosiphoniella formosartemisiae ingår i släktet Macrosiphoniella och familjen långrörsbladlöss. Inga underarter finns listade i Catalogue of Life.